# Loden
Loden je souhrnné označení pro husté vlnařské tkaniny s většinou hladkým, často zplstěným povrchem.

## Způsob výroby a vlastnosti lodenu
K výrobě tkaniny se používají ponejvíce melanžové příze z mykané vlny (také trhané – příklad výrobků na snímku (3)), známé jsou také směsi s polyesterem nebo polyamidem a exkluzivní lodeny se vyrábí z česané vlny a směsí s velbloudí srstí.
Loden se tká většinou v keprové nebo plátnové vazbě, speciální výrobky (např. doubleface, trikotýn) se zhotovují jako dutinná tkanina, výjimečně pestrobarevná. Hmotnost tkaniny se udává v rozsahu 300–600 g/m2.
Tkaniny se obvykle barví na zelené, hnědé a šedé odstíny. Některé druhy lodenu se plstí, počesávají (speciality se škrabou také přírodními bodláky), postřihují, dekatují a skoro všechny se impregnují. Konkrétní údaje o izolačních a ostatních vlastnostech lodenu nebyly dosud zveřejňovány.

## Druhy a použití lodenu
- Meltonový loden je z mykané vlny, plstěný a impregnovaný. Používá se na kalhoty, sukně, lehké pláště a kostýmy.

- Krojový loden je zplstěný, často tkaný ve vazbě křížového kepru.

- Nevalchovaný loden má počesávanou lícní stranu, s vlasem urovnaným jedním směrem. Používá se na pláště a bundy.[4]

K nevalchovaným lodenům patří také hubertus, těžší tkanina s delším vlasem urovnaným do jednoho směru.
- Trikotový loden se tká v trikotové vazbě. Tkanina je obšírně popisována v odborné literatuře, výrobky z t. lodenu však nejsou známé ani ze současné doby ani z dřívějška.

- Prací loden může být také z osnovní pleteniny.[4]

Vlas na zplstěném povrchu se neurovnává, pletenina tak dostává rustikální vzhled. Dá se použít na svrchní oděvy, pokrývky hlavy, přikrývky aj.
- Doubleface (oboustranný) loden se vyrábí z dvojité tkaniny. Líc i rub mají flaušový povrch, jedna strana může být pestře tkaná. Používá se na pláště, ponča, přikrývky aj.[6]

V odborné literatuře se uvádí i jiná rozdělení lodenů, např. na letní a zimní, módní atd.
Vedle oděvů se z lodenu vyrábějí také myslivecké potřeby (batohy, brašny), lodenové batohy a pod.

## Z historie lodenu
Za původ výrazu loden se většinou považuje starogermánské lodo=hrubé sukno, které mělo být písemně doloženo od 10. století. Ještě na konci 19. století znamenal loden surovou tkaninu, která se zpracovávala na zboží v dnešním smyslu tohoto slova. Jako zplstěná tkanina byl loden známý od pozdního středověku např. pod anglickým názvem broadcloth (viz snímek (1)) nebo švédským vadmal. Z roku 1854 má pocházet první hydrofobní úprava lodenu. Jako ochranný oděv (viz snímek (2)) a později jako tradiční pracovní i sváteční oblečení (v regionálních variantách) se loden začal používat zejména v horských oblastech Evropy a zhotovovaly se z něj uniformy pro lesnická povolání. Asi do 70. let 20. století patřil loden k oblíbeným materiálům i na civilní zimní kabáty, kostýmy a obleky. (V hovorové češtině se pro ně používalo označení hubertus).
Později byly lodeny z velké části nahrazeny lehčími, praktičtějšími textiliemi, takže v 21. století je loden k dostání jen ve specializovaných prodejnách pro myslivecké potřeby a v Bavorsku, Rakousku nebo v Jižním Tyrolsku (viz snímek (4)) pro regionální kroje. Ze současnosti jsou známé také lodenové kroje skandinávských Sámů. (viz snímek (5))
V českých zemích se v současné době (2012) nabízí ve speciálních prodejnách jak např. hubertusové kabáty a batohy, tak i lehčí oděvy a doplňky označené jako lodenové.

## Galerie lodenů

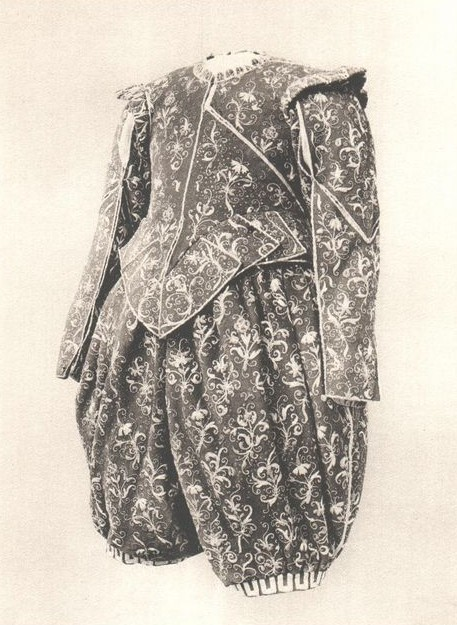
(1)Broadcloth, anglický „loden“ ze 17. století
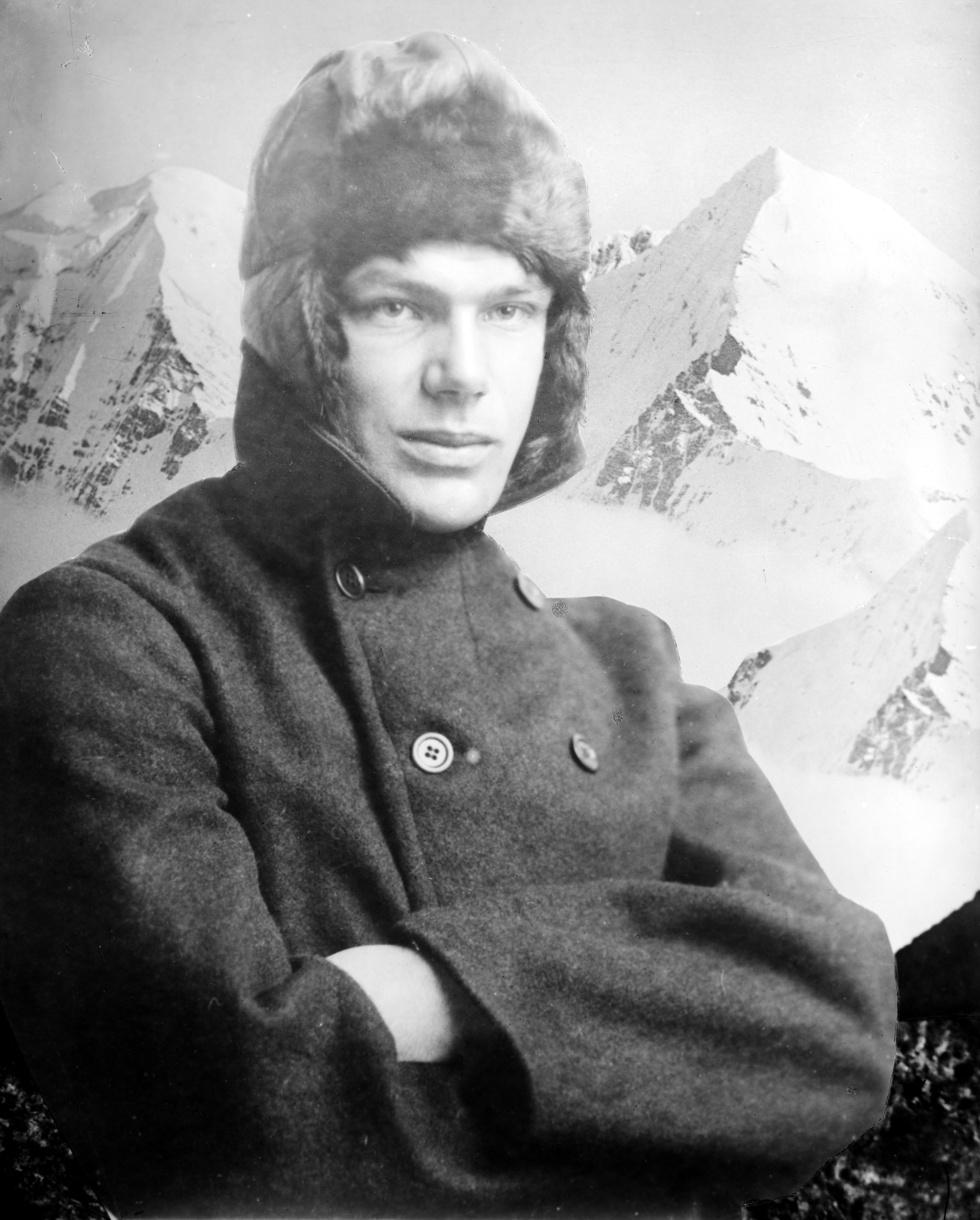
(2)Loden z roku 1925
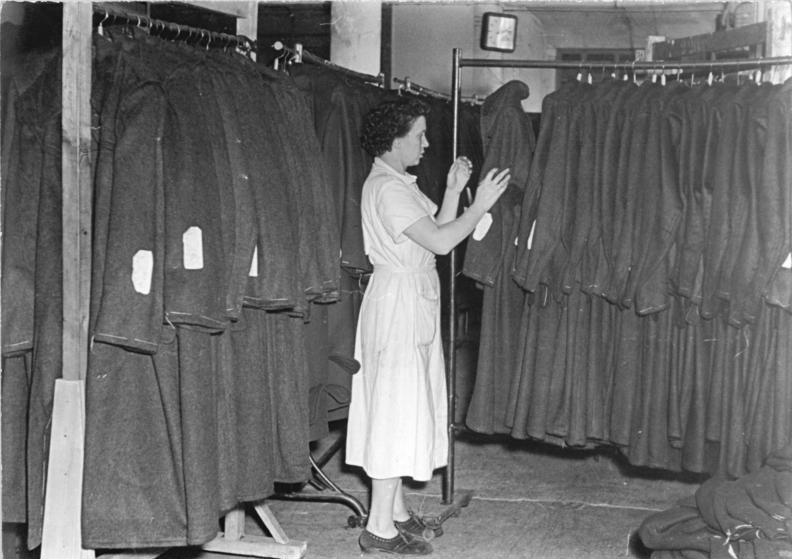
(3)Loden z podřadných materiálů (NDR v roce 1953)
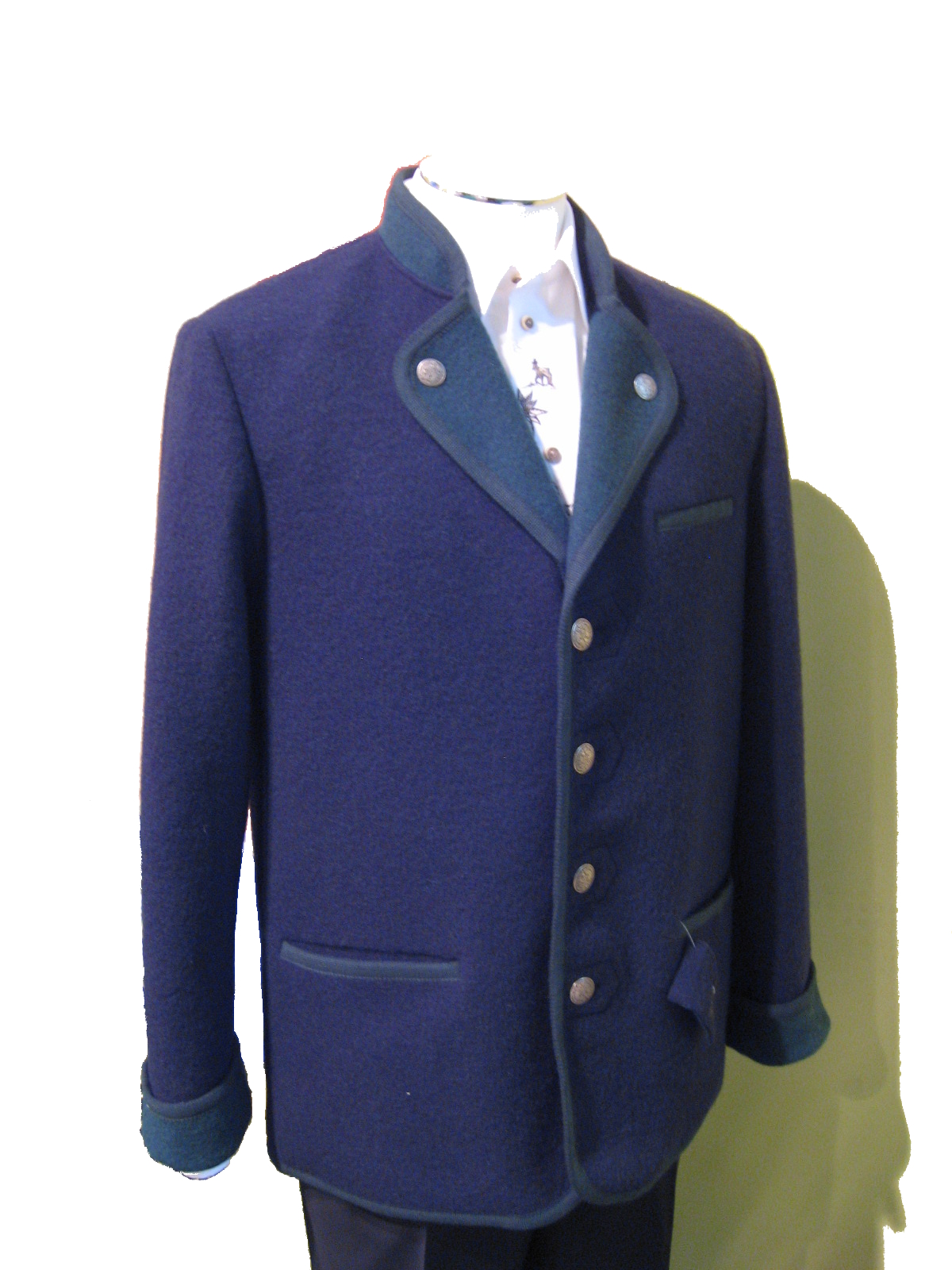
(4)Lodenový „janker“, část jihotyrolského kroje (od 60. let 20. století)
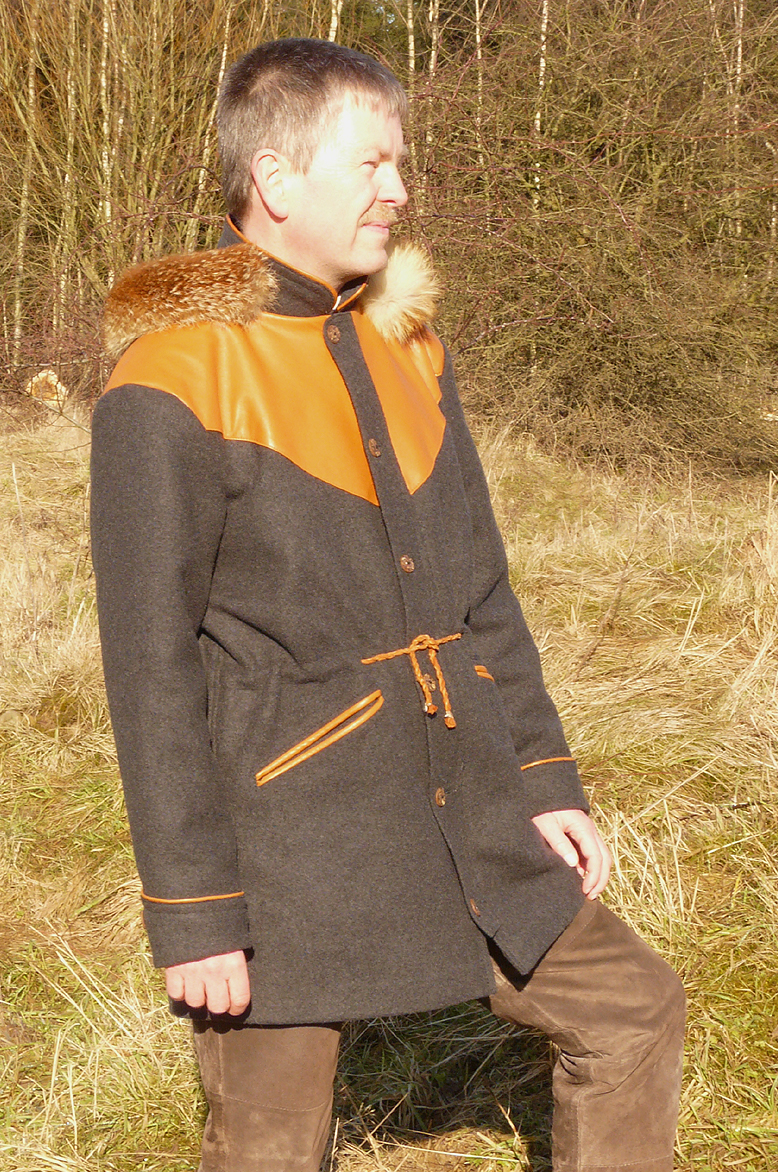
(5)Sámský kroj z vadmalu, skandinávského „lodenu“ (v 21. století)
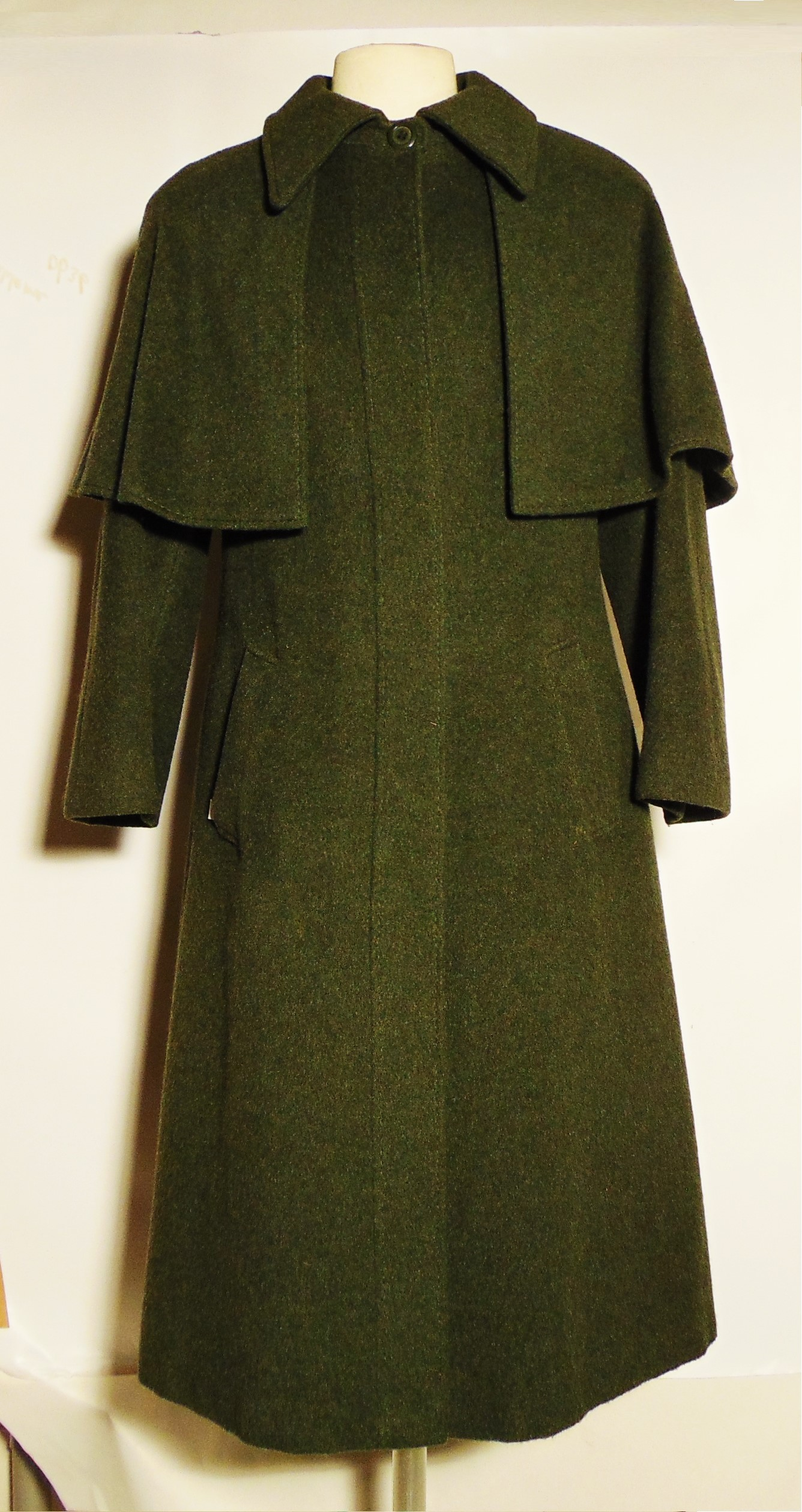
Plášť ze směsové tkaniny (83% vlna / 12% polyamid / 5% polyester), snímek z roku 2015